# HD 23985
HD 23985，又名BD+25 624，SAO 76256、HR 1188，是一颗恒星，视星等为5.26，位于銀經166.1，銀緯-21.93，其B1900.0坐标为赤經3h 44m 18.1s，赤緯+25° -21.93′ 40″。